# رافائل اردیا
رافائل اردیا (اسپانیایی: Rafael Heredia‎; ۱۹ فوریهٔ ۱۹۳۷ – ۲۸ ژانویهٔ ۲۰۲۱) بازیکن بسکتبال اهل مکزیک بود. وی در بازی‌های المپیک تابستانی ۱۹۶۴ و ۱۹۶۸ شرکت کرده‌است.